# Ännchen von Tharau (Rose)
Die Rosensorte ‘Ännchen von Tharau’ (syn. ‘Annie of Tharau’, ‘Annette de Tharau’) ist eine leuchtend reinweiße, großblütige Rose, die 1886 von Rudolf Geschwind im slowakischen Karpfen gezüchtet wurde. Die Rosensorte stammt von einer winterharten Rosa alba und einer unbekannten Ayrshirerose ab. Die Zuordnung der Rose zu den Alten Rosen ist in der Literatur nicht unumstritten. Einige Autoren zählen sie zu den Rambler- oder Ayrshire-Rosen bzw. zu den Alba-Multiflora-Hybriden.

## Ausbildung
Die hoch aufwachsende Rose ‘Ännchen von Tharau’ bildet einen kräftigen, kompakten Strauch aus. Die Rosenpflanze wird etwa 250 cm bis maximal 400 cm hoch und 150 bis 200 cm breit. Die in kleinen Büscheln angeordneten, reinweißen bis cremeweißen Blüten mit einer hellrosafarbenen Blütenmitte werden aus 25 bis 40, nach außen gebogenen Petalen gebildet. Sie formen eine 8 bis 10 cm große, gefüllte Rosenblüte aus. Die Rosenknospe öffnet sich später zu einer dicht gefüllten, schalen- bis kugelförmigen Blüte, in deren Mitte die hellgelben Staubgefäße sichtbar werden.
Die Rosensorte besitzt 4 bis 8 cm große, länglich-eiförmige, sehr fein gezahnte Blätter. Das junge Laub erscheint zunächst hellgrün an langen grünen Trieben, die mit zahlreichen rötlichen bis braunen Stacheln besetzt sind. Später bildet das matte, dunkelgrüne Laub einen intensiven Farbkontrast zu den großen weißen Blüten. Die Rosensorte ‘Ännchen von Tharau’ ist durch einen leichten, fruchtigen Duft nach Zimt charakterisiert.
Die einmalblühende Rosensorte ist ausgesprochen winterhart (USDA-Klimazone 6b bis 9b). Sie blüht im Frühsommer und ist resistent gegenüber den bekannten Rosenkrankheiten. Lediglich gegenüber Sternrußtau ist sie nach der Blüte mitunter anfällig.
Die Rose ‘Ännchen von Tharau’ gedeiht auf durchlässigem Boden an sonnigen bis halbschattigen Standorten. Die Rose wird häufig als Kletterrose gezogen. Sie eignet sich zur Bepflanzung von naturnahen Gärten und Bauerngärten, als Hintergrundbepflanzung von Blumenrabatten sowie zur Begrünung von Mauern.
Die Rosensorte wird in vielen Rosarien und historischen Gartenanlagen, unter anderem im Arboretum Borova hora (Slowakei), im Les Chemins de la Rose (Maine-et-Loire, Frankreich), im Rosarium im Doblhoffpark (Baden, Österreich), im Rosarium Petrović (Serbien), im Rosenpark Reinhausen (Niedersachsen), im Rosarium der Stadt Uetersen (Schleswig-Holstein), in Kassel-Wilhelmshöhe (Hessen) sowie im Europa-Rosarium Sangerhausen (Sachsen-Anhalt) gezeigt.
Im Jahr 2001 wurde die Rosensorte auf der Cleveland Rose Society Show mit dem Prädikat Dowager Rose Queen (ARS) ausgezeichnet.

## Namensgebung
Die Rose wurde nach dem bekannten Volkslied Ännchen von Tharau benannt, das von Simon Dach als Hochzeitslied ursprünglich in samländischem Plattdeutsch als Anke van Tharaw verfasst wurde. Das 16-strophige Gedicht wurde von dem Königsberger Domorganisten Heinrich Albert vertont.